# Coryphellina
Coryphellina O'Donoghue, 1929 è un genere di molluschi nudibranchi della famiglia Flabellinidae.

## Tassonomia
Comprende le seguenti specie:
- Coryphellina albomarginata (M. C. Miller, 1971)
- Coryphellina arveloi (Ortea & Espinosa, 1998)
- Coryphellina cerverai (M. A. Fischer, van der Velde & Roubos, 2007)
- Coryphellina delicata (Gosliner & Willan, 1991)
- Coryphellina exoptata (Gosliner & Willan, 1991)
- Coryphellina hamanni (Gosliner, 1994)
- Coryphellina indica (Bergh, 1902)
- Coryphellina lotos Korshunova et al., 2017
- Coryphellina marcusorum (Gosliner & Kuzirian, 1990)
- Coryphellina poenicia (Burn, 1957)
- Coryphellina rubrolineata O'Donoghue, 1929 - Specie tipo
- Coryphellina westralis (Burn, 1964)